# 七曲坂
七曲坂（ななまがりざか）は東京都新宿区下落合にある坂。新宿下落合氷川神社北西側より、北に登る。
『豊多摩郡誌』に「七囲(めぐ)り坂 馬場下通 御禁止(おとめ)山の麓にあり，大字下落合字丸山と同本村の中間にあり。曲折七ヶ所より成れる坂道にして昔より本名称を得たるが，明治37年開窄して交通に便せり」とあり、『若葉の梢』に「頼朝公和田山に御出陣の時，軍勢をはかり給わんとて，七まがり坂を開かせ給へりと也。上は鼠山，西は玉川と猪の頭の落合に行き 柏木えもん桜へも近し」とある。